# Airplane!
Az Airplane! 1980-ban bemutatott amerikai filmvígjáték, melyet Jim Abrahams, valamint David és Jerry Zucker rendezett, a katasztrófafilmek paródiájaként. A főbb szerepekben Robert Hays, Julie Hagerty, Leslie Nielsen, Robert Stack, Lloyd Bridges, Peter Graves, Kareem Abdul-Jabbar és Lorna Patterson látható. Leslie Nielsen számára ez a film hozta meg a kiugrási lehetőséget, mint komikus színész.
A történet főként a Zero Hour! (1957) című filmet parodizálja, de utalások történnek az Airport '75-re és annak folytatásaira is.
A filmet minden idők legjobb vígjátékai közt tartják számon. 2010-ben az amerikai National Film Registry kiválasztotta megőrzésre, a kulturális örökség részeként.

## Cselekmény
A cselekmény szinte teljesen megegyezik a Zero Hour! című film cselekményével, abszurd humorba ágyazva. A film főszereplője egy volt háborús vadászgép-pilóta, Ted Pájnacsősz (Ted Striker), aki parancsnokként a teljes szakászát elvesztette egy ütközetben, és az eset óta PTSD-ben szenved. Légi utaskísérő barátnője szakít vele, amibe nem tud beletörődni, ezért jegyet vesz a járatra, melyen a lány, Elaine dolgozik. Az út alatt a repülő egyes utasai és az összes pilóta ételmérgezést kap a felszolgált ételtől. Pájnacsősz az egyetlen a fedélzeten, aki tud repülőgépet vezetni, így meg kell küzdenie félelmével és biztonságosan le kell tennie a gépet a légi irányítás "hathatós" segítségével – miközben megpróbálja visszaszerezni barátnőjét is.

## Szereplők
| Szerep                  | Színész             | Magyar hang     |
| ----------------------- | ------------------- | --------------- |
| Ted Pájnacsősz          | Robert Hays         | Rátóti Zoltán   |
| Elaine                  | Julie Hagerty       | Kovács Nóra     |
| Dr. Rumnyak             | Leslie Nielsen      | Sinkovits Imre  |
| Tétel kapitány          | Peter Graves        | Lőte Attila     |
| McCroskey               | Lloyd Bridges       | Fülöp Zsigmond  |
| Kramer                  | Robert Stack        | Szersén Gyula   |
| Johnny                  | Stephen Stucker     | Konrád Antal    |
| Victor Basta            | Frank Ashmore       | Koroknay Géza   |
| Gunderson               | Jonathan Banks      |                 |
| Roger Murdock           | Kareem Abdul-Jabbar | Gáti Oszkár     |
| Paul Carey              | Craig Berenson      | Józsa Imre      |
| Szlenget ismerő asszony | Barbara Billingsley | Kassai Ilona    |
| Mrs. Hammen             | Lee Bryant          | Tóth Judit      |
| Jim Hammen, Joey apja   | Nicholas Pryor      | Ujréti László   |
| Mrs. Davis              | Joyce Bulifant      | Földessy Margit |
| Apáca                   | Maureen McGovern    |                 |
| Neubauer, légiirányító  | Kenneth Tobey       |                 |
| Mrs. Geline             | Marcy Goldman       |                 |
| Mrs. Kramer             | Barbara Stuart      |                 |
| Krisnás                 | David Leisure       | Dörner György   |
| Dr. Brody               | Jason Wingreen      | Horkai János    |
| Lisa Davis              | Jill Whelan         |                 |
| Hurwitz hadnagy         | Ethel Merman        | Tábori Nóra     |
| Mrs. Tétel              | Lee Terri           | Zsurzs Kati     |
| Vallási fanatikus       | Jim Abrahams        |                 |
| Földi irányító          | David Zucker        | Szerednyey Béla |
| Földi irányító          | Jerry Zucker        | Verebély Iván   |

## Fogadtatás
Az Airplane! nagy népszerűségre tett szert, a jegypénztáraknál 83 millió dolláros bevételt hozott. A siker hatására 1982. december 10-én a második része is megjelent, Airplane 2. – A folytatás címmel.